# Ordre rédempteur
Ne pas confondre avec l'ordre du Saint rédempteur (es)

Un ordre rédempteur ou ordres pour le rachat des captifs est un ordre religieux dont les clercs, les moines, se sont donné comme objectif apostolique le rachat des chrétiens en captivité  pour les délivrer des mains des « infidèles » lors des croisades et de la Reconquista.
Ils sont contemporains des chanoines hospitaliers et chevaliers  (XIIe et XIIIe siècles), œuvrent dans la même perspective religieuse de rendre un service particulier dans l’Église. Dans leur cas, ce service et cette vocation consistent à s’occuper du rachat des chrétiens faits captifs et réduits en esclavage par les Maures. À la différence des ordres hospitaliers, ils ne prirent jamais les armes. 

## Principaux ordres
Il y a deux principaux ordres rédempteurs dans l'Église catholique, qui aident, aujourd'hui, les captifs de toutes sortes et visitent les prisonniers et les malades.

### Les Trinitaires

Emblème des Trinitaires

L'Ordre de la Très Sainte Trinité pour la Rédemption des captifs (aussi appelé Trinitaires) est fondé  en 1194 à Cerfroid par Jean de Matha. Déjà prêtre il mûrit durant trois ans - sous la direction spirituelle de l’ermite Félix de Valois - le projet de travailler au rachat des chrétiens réduits en esclavage. Lors d’un voyage à Rome (1198) Matha soumet le projet au pape Innocent III qui l’approuve et l’encourage vivement. Matha fonde avec Felix de Valois un monastère à Cerfroid pour ses premiers compagnons: ils sont une vingtaine. Dès leur premier voyage en Afrique du Nord ils ramènent 186 prisonniers : un triomphe qui lance le nouvel ordre. Les Trinitaires organisent de nouveaux voyages, mais aussi font des quêtes pour payer les rançons, et ouvrent des 'maisons de miséricorde' (on dirait aujourd’hui centre d’accueil...) pour recevoir ces prisonniers libérés qui souvent rentrent au pays dans un état physique lamentable. Certains y restent à demeure et y sont soignés à vie. 
L’ordre se répand dans toute l’Europe. En 1450 les Trinitaires ont 600 maisons. Lorsque la menace des Turcs et des pirates d’Afrique est écartée, les Trinitaires perdent de leur influence. Leurs maisons de miséricorde deviennent des hôpitaux pour incurables. À partir du XVIe siècle ils passent à des activités missionnaires plus traditionnelles dans les pays ‘infidèles’, au Nouveau monde et en Asie.  En 2008 les Trinitaires [O.SS.T.] sont encore 585, et sont classés parmi les ‘ordres mendiants’.

### Les Mercédaires

Emblème des Mercédaires

L’Ordre de la Merci (aussi appelé Les Mercédaires ou également Les Nolasques) est fondé en 1218 par Pierre Nolasque, fort ému de la souffrance physique et morale des chrétiens captifs des Maures. Il rencontre de fortes oppositions, car alors le concile de Lyon vient d’interdire la fondation de nouveaux ordres religieux. Il est soutenu par Raymond de Penafort qui rédige la règle du nouvel ordre. Un premier voyage hasardeux est un succès : 400 prisonniers sont ramenés au pays.  Cela galvanise l’Europe : les recrues et le soutien financier suivent. Les Mercédaires, allant plus loin que les Trinitaires, font vœu de s’offrir eux-mêmes comme otages pour prendre la place de captifs dont la foi chrétienne serait en danger. Comme pour les Trinitaires les circonstances historiques changeantes sont à l’origine de leur déclin.  En 2008 les Mercédaires [O. de M.] sont 720, et font de l’apostolat dans les prisons. Ils font partie des ordres mendiants depuis 1690.